# 時の王様
時の王様（ときのおうさま）はNHKのドラマ新銀河で1996年7月15日から7月18日まで放送されたテレビドラマ。
放送期間は。全4回。NHK札幌放送局が制作を担当した。

## 概要
北海道小樽市の時計店を舞台に、訪れる人たちのさまざまな人間模様を描いた作品。主人公の時計職人の役を水谷豊が演じた。1話完結の全4回。
このドラマが放送される前にテレマップで「『時の王様』ロケ便り」が1996年5月29日に放送された。

## キャスト
- 松村清志 - 水谷豊[1]

時計職人
- 阿部寛[1]
- 洞口依子[1]
- 平田満[1]
- 山田昌[1]
- 重松収[1]
- 富子 - 東山明美[1]

旅館の女将

## スタッフ
- 作 - 綾瀬麦彦[1]
- 音楽 - 中富雅之
- 演奏 - 札幌交響楽団[1]
- 制作 - NHK（札幌放送局）[1]

## サブタイトル
- 第1回:短針だけの目覚まし時計[1]
- 第2回:旅館菊川の置時計[1]
- 第3回:気遣いの腕時計[1]
- 第4回:夫婦の金時計[1]